# Igor Barukčič
Igor Barukčič, slovenski nogometaš, * 12. november 1990.
Barukčič je nekdanji profesionalni nogometaš, ki je igral na položaju vezista. Celotno kariero je igral za slovenske klube Livar, Krko in Radomlje. Skupno je v prvi slovenski ligi odigral 38 tekem in dosegel pet golov, v drugi slovenski ligi pa 140 tekem in 18 golov. Bil je tudi član slovenske reprezentance do 17, 18 in 19 let.